# Jaguar Mark IV
Die rückblickend Mark IV genannte erste Jaguar-Limousine erschien im Herbst 1935 als S.S. Jaguar 1 ½ Litre und S.S. Jaguar 2 ½ Litre. Hersteller war die S.S. Cars Ltd in Coventry, die erst seit 1945 unter dem Namen Jaguar firmiert.
Beide Fahrzeuge waren viertürige Limousinen, die  Nachfolger des S.S. 2 und des S.S. 1.
Der 1 ½ Litre hatte einen Vierzylinder-Reihenmotor mit 1608 cm³ Hubraum mit 69,5 mm Bohrung und 106 mm Hub und 40 bhp; im Modelljahr 1937 waren es 52 bhp. Dieser Motor wurde von der Standard Motor Company zusammen mit dem komplett montierten Fahrwerk zugeliefert und auch im Standard 14 HP eingesetzt. Der 2 ½ Litre hatte einen Sechszylinder-Reihenmotor mit 2663 cm³ Hubraum mit 73 mm Bohrung und 106 mm Hub und 102 bhp (75 kW), den ebenfalls die Standard Motor Company samt Chassis lieferte. Über ein Vierganggetriebe mit Mittelschaltung wurden die Hinterräder angetrieben. Die Höchstgeschwindigkeit betrug 120 bzw. 140 km/h.
Im Herbst 1937 wurde die Karosseriekonstruktion auf Ganzstahl umgestellt, sodass der Eschenholzrahmen unter dem Aufbau entfiel. Alle Motorvarianten waren fortan auch in zweitürigen Cabriolets erhältlich.

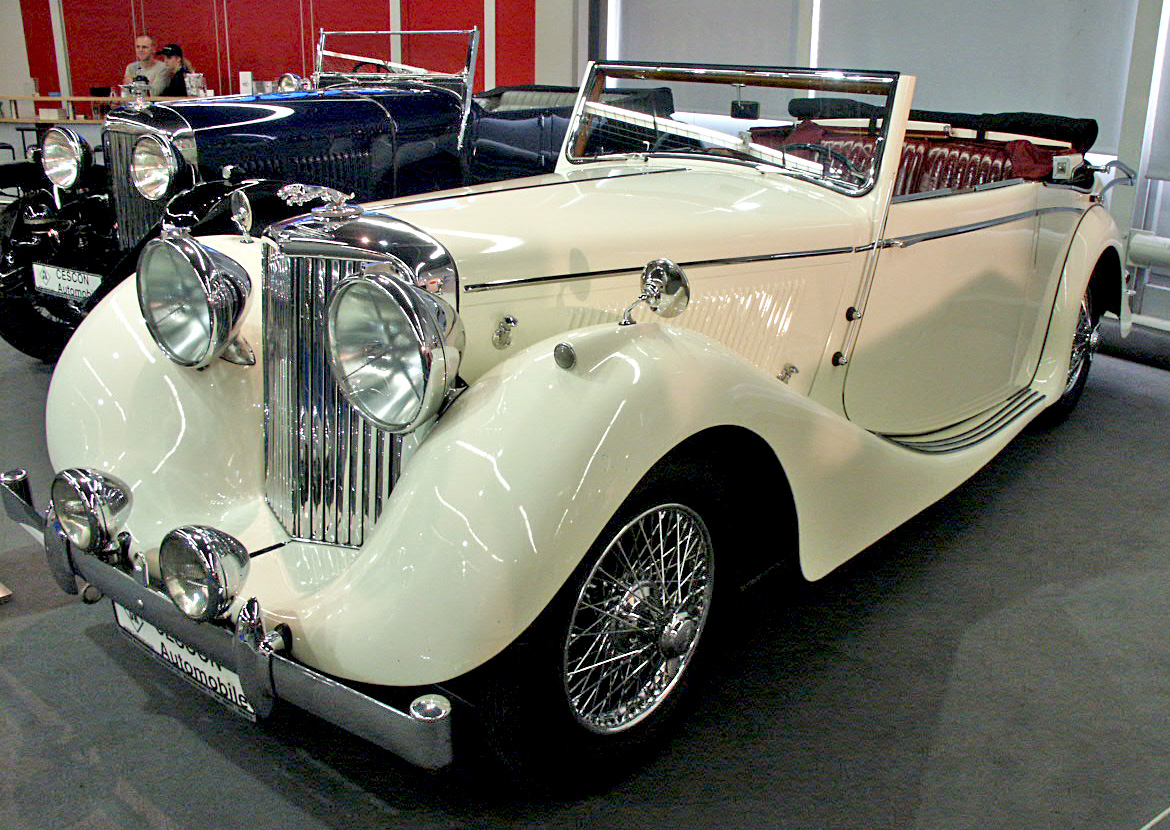
Jaguar S.S. 3.5 Litre (1939)

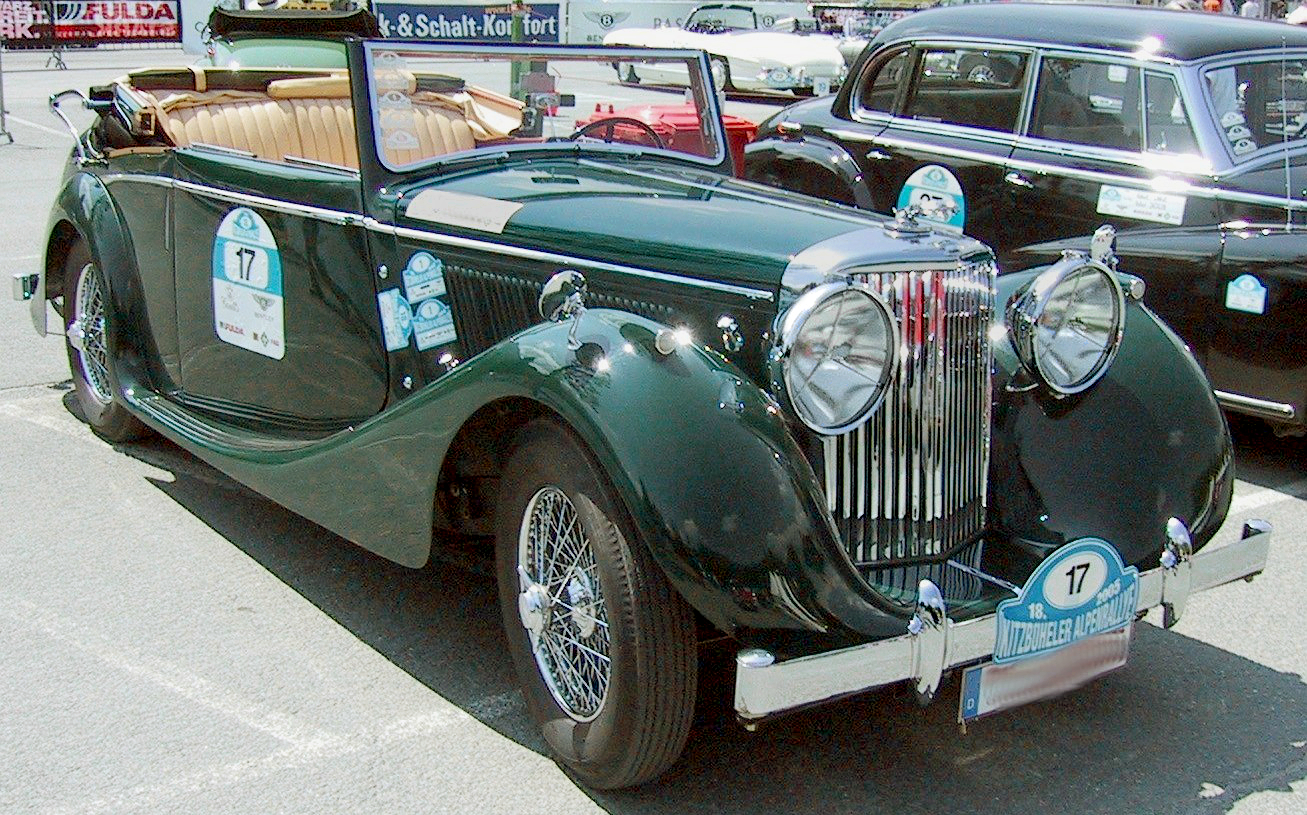
Jaguar 3.5 Litre (1948)

Zur London Motor Show erhielt der S.S. Jaguar 1 ½ Litre einen auf 1776 cm³ vergrößerten Motor mit 73 mm Bohrung und 106 mm Hub mit hängenden Ventilen, der 65 bhp leistete. Daneben gab es den in Bohrung und Hub etwas vergrößerten, ansonsten aber mit dem anderen Sechszylinder gleichen 3 ½ Litre als Saloon und Cabriolet. Der Wagen hatte einen Sechszylinder-Reihenmotor mit 3485 cm³ Hubraum mit 82 mm Bohrung und 110 mm Hub und 125 bhp, ebenfalls von der Standard. Die Höchstgeschwindigkeit lag bei 150 km/h.
1940 wurde die Produktion kriegsbedingt eingestellt.
Bis zum Krieg waren 7335 Exemplare des 1 ½ Litre gebaut worden. Der Nachfolger mit gleicher Karosserie und gleicher Motorisierung brachte es nach 1946 in drei Jahren auf 5761 Stück. Dieses Modell war bis zur Einführung des Jaguar X-Type mit Dieselmotor im Jahr 2002 der letzte Jaguar mit Vierzylindermotor.
Vor dem Krieg entstanden 5407 Exemplare des 2 ½ Litre und 1308 Exemplare des 3 ½ Litre. Auch diese Typen wurden ab 1946 weitergebaut. Nach Übernahme der Fertigungsanlagen von Standard baute Jaguar die Sechszylindermotoren selbst. Zusätzlich zu den Sechszylinder-Limousinen war 1948 auch wieder das zweitürige Cabriolet im Programm. Es entstanden 1749 bzw. 3860 Sechszylinder-Limousinen sowie 101 bzw. 498 Drophead-Coupés. Noch 1948 wurden sämtliche Modelle aus der Fertigung genommen. Nachfolger war der Jaguar Mark V.

## Produktionszahlen Jaguar 1 ½ Liter und Jaguar 2 ½ Liter und Jaguar 3 ½ Liter
Gesamtproduktion laut dieser Quelle 26.130 Fahrzeuge von 1935 bis 1949
|                                                 | Jahr | 1935 | 1936 | 1937 | 1938 | 1939 | 1940 |  | 1945 | 1946 | 1947 | 1948 | 1949 | Summe  |
| ----------------------------------------------- | ---- | ---- | ---- | ---- | ---- | ---- | ---- |  | ---- | ---- | ---- | ---- | ---- | ------ |
| Jaguar 1 ½ Liter mit 1608 cm³ Limousine Serie 1 |      | *    | *    | *    | *    |      |      |  |      |      |      |      |      | 2.249  |
| Jaguar 2 ½ Liter mit 2663 cm³ Limousine Serie 1 |      | *    | *    | *    |      |      |      |  |      |      |      |      |      | 3.444  |
| Jaguar 2 ½ Liter mit 2663 cm³ Tourer Serie 1    |      | *    | *    | *    |      |      |      |  |      |      |      |      |      | 105    |
| Jaguar 1 ½ Liter mit 1776 cm³ Limousine Serie 2 |      |      |      |      | *    | *    | *    |  |      |      |      |      |      | 4.442  |
| Jaguar 1 ½ Liter mit 1776 cm³ Cabriolet Serie 2 |      |      |      |      | *    | *    |      |  |      |      |      |      |      | 668    |
| Jaguar 2 ½ Liter mit 2663 cm³ Limousine Serie 2 |      |      |      |      | *    | *    | *    |  |      |      |      |      |      | 1.577  |
| Jaguar 2 ½ Liter mit 2663 cm³ Cabriolet Serie 2 |      |      |      |      | *    | *    |      |  |      |      |      |      |      | 279    |
| Jaguar 3 ½ Liter mit 3485 cm³ Limousine Serie 2 |      |      |      |      | *    | *    | *    |  |      |      |      |      |      | 1.065  |
| Jaguar 3 ½ Liter mit 3485 cm³ Cabriolet Serie 2 |      |      |      |      | *    | *    |      |  |      |      |      |      |      | 241    |
| Jaguar 1 ½ Liter mit 1776 cm³ Limousine Serie 3 |      |      |      |      |      |      |      |  | *    | *    | *    | *    | *    | 5.761  |
| Jaguar 2 ½ Liter mit 2663 cm³ Limousine Serie 3 |      |      |      |      |      |      |      |  |      | *    | *    | *    | *    | 1.775  |
| Jaguar 2 ½ Liter mit 2663 cm³ Cabriolet Serie 3 |      |      |      |      |      |      |      |  |      |      |      | *    |      | 104    |
| Jaguar 3 ½ Liter mit 3485 cm³ Limousine Serie 3 |      |      |      |      |      |      |      |  |      | *    | *    | *    | *    | 3.860  |
| Jaguar 3 ½ Liter mit 3485 cm³ Cabriolet Serie 3 |      |      |      |      |      |      |      |  |      |      | *    | *    |      | 560    |
| Summe                                           |      |      |      |      |      |      |      |  |      |      |      |      |      | 26.130 |

Erstmalig wurden mit dieser Baureihe ab Serie 3 Fahrzeuge mit Linkslenkung angeboten. Vom 1.5 waren es 311 Fahrzeuge, bei der 2.5 Limousine 75 Fahrzeuge, beim 2.5 Cabrio 31 Fahrzeuge, bei der 3.5 Limousine 254 Fahrzeuge und beim 3.5 Cabrio waren es 376 Fahrzeuge.